# 神直利
神 直利（じん なおとし）は、日本のゲームクリエイター。フロム・ソフトウェアの創業者。

## 略歴
1986年、以前の会社から独立しフロム・ソフトウェアを設立。当初はビジネスアプリを制作していた。
1994年、PlayStation初期から同ハードにゲームの供給を開始する。社長ながら深く開発に関わるタイプで、同社の作品では主に監修としてクレジットされている。
同社の看板シリーズのひとつ『アーマード・コアシリーズ』では、『アーマード・コア4』でディレクターとして開発を自ら指揮。同シリーズのプレイヤーとしては、タンク脚部に重装甲・重武装（通称「ガチタン」）の構成を愛好しており、代表的な機体としては『アーマード・コア マスターオブアリーナ』の「フロムアリーナ」のトップランカー「総監督マシーン改」（本人が組合せを決定）がある。
2014年5月、フロム・ソフトウェアがKADOKAWAグループ入りしたことによる役員人事に伴い、同社の相談役に就任した。